# Ölspur

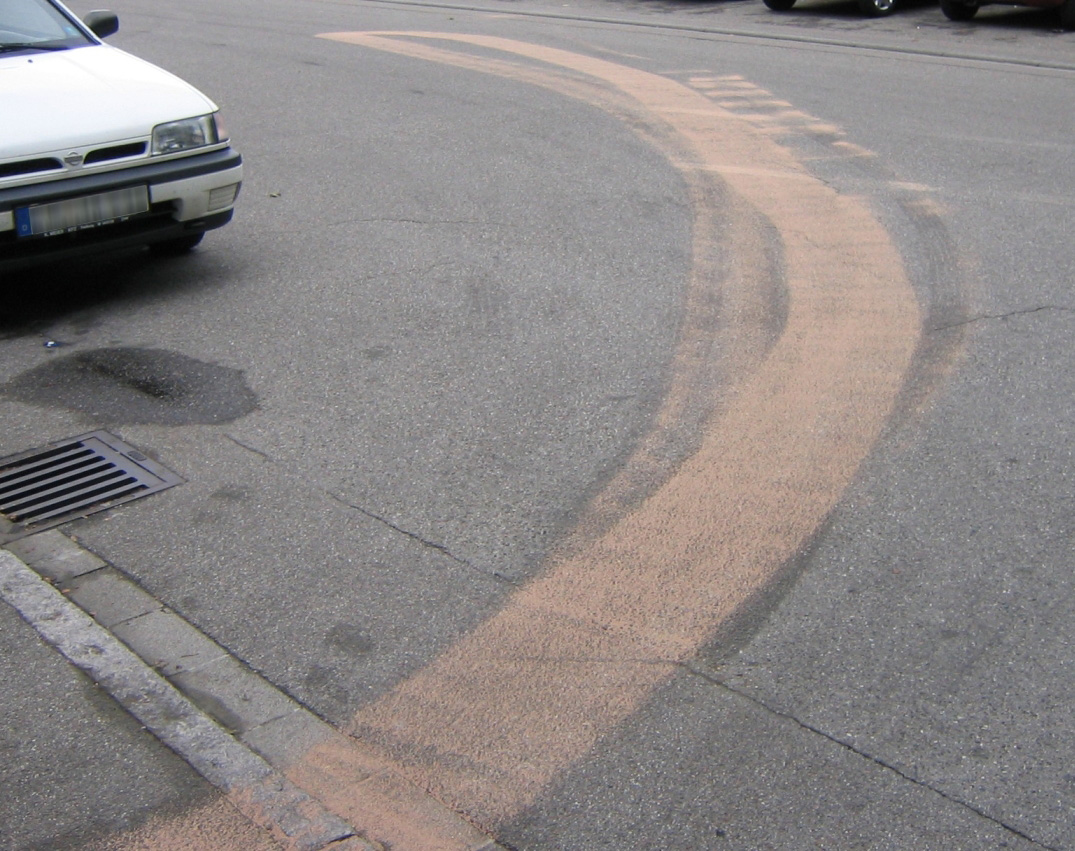
Ölspur mit Ölbindemittel

Ölspuren sind durch Verkehrsunfälle oder technische Mängel an Kraftfahrzeugen bedingte Verunreinigungen der Fahrbahn durch austretende Treibstoffe oder Motoröle. Ölspuren werden oft auch von Fahrzeugen hinterlassen, wenn der Tankverschluss nicht ordentlich geschlossen ist. In diesem Fall kann sich eine Ölspur über mehrere Kilometer erstrecken. Vor allem in Kurven ist die Spur wegen des herausschwappenden Treibstoffs dann stärker zu bemerken.
Ölspuren verursachen eine rutschige Fahrbahn und stellen somit eine Verkehrsgefährdung dar, die zu Folgeunfällen führen kann. Insbesondere Zweiradfahrer können sich bei Stürzen mit entsprechender Geschwindigkeit auf einer Ölspur erheblich verletzen. Deshalb und in erster Linie aus Gründen des Umweltschutzes ist es notwendig, Ölspuren umgehend und gründlich zu beseitigen. Meistens wird diese Reinigung durch den Straßenbaulastträger oder, zum Beispiel in dringenden Fällen oder bei Unfällen, durch die Feuerwehr durchgeführt.
Zur Reinigung eignen sich verschiedene Ölbindemittel, die einmal oder gegebenenfalls mehrmals auf die Ölspur aufgetragen, mit dem Piassavabesen eingekehrt und dann wieder aufgenommen und entsorgt werden. Um die letzten Ölreste auch aus den Furchen zu entfernen, wird oft eine Nassreinigung durchgeführt, meistens unter Verwendung geeigneter Netzmittel. Das so herausgelöste Öl wird wiederum mit Ölbindemittel beseitigt. Der aufgenommene Rest muss gemäß Abfall-Beseitigungsgesetz als Industrieabfall entsorgt werden.
Da diese Prozedur sehr zeitaufwendig ist, sind viele Feuerwehren dazu übergegangen, die Straße einmal mit Ölbindemittel abzustreuen und dieses wieder aufzunehmen. Die originäre Zuständigkeit zur Beseitigung von Ölspuren auf öffentlichen Straßen liegt in Deutschland jedoch bei dem jeweiligen Straßenbaulastträger (Bund, Land, Kreis oder Kommune). In Deutschland leisten die Feuerwehren der Polizei bei der Beseitigung von Ölspuren nach Unfällen lediglich Amtshilfe (§§ 4 ff. VwVfG).
Es gibt jedoch auch neue technische Konzepte zur Beseitigung von Ölspuren, dazu zählen spezielle Straßenreinigungsmaschinen (ÖWSF).
Vor dem Hintergrund, dass nur bei wenigen Ölspuren ein Verursacher feststellbar ist, der für die Einsatzkosten aufkommen muss, wählen Kommunen und Straßenbehörden gerne die preislich günstigste Methode zum Entfernen einer Ölspur. Dazu kommt es bei der Auswahl des geeigneten Ölbindemittels auf dessen Kehrfähigkeit entscheidend an. Es sollte kein pulveriges oder zu Pulverbildung neigendes Ölbindemittel zum Einsatz kommen. Die Pulveranteile werden mit Öl vermischt in Poren, Ritzen und Furchen haftender Schmier. Solch ein Schmier ist nicht kehrfähig. Gut kehrfähiges Ölbindemittel soll keinen Feinkornanteil haben und seine Körner sollen sich nicht zerteilen können. Damit gewinnt manuelle Ölbeseitigung auf Verkehrsflächen Vorteile durch weniger Arbeitsaufwand, Kosten und Umweltgefährdung.
Um Verkehrsteilnehmer vor der Rutschgefahr zu warnen, werden nach dem Entfernen der Ölspur in aller Regel für einige Tage entsprechende Gefahrenzeichen (Zeichen 114 – Schleudergefahr bei Nässe oder Schmutz) aufgestellt. Üblicherweise erfolgt die Warnung für die Verkehrsteilnehmer jedoch mit dem VZ 101 StVO (Gefahrstelle) und dem Zusatzzeichen 1006-30 „Ölspur“.

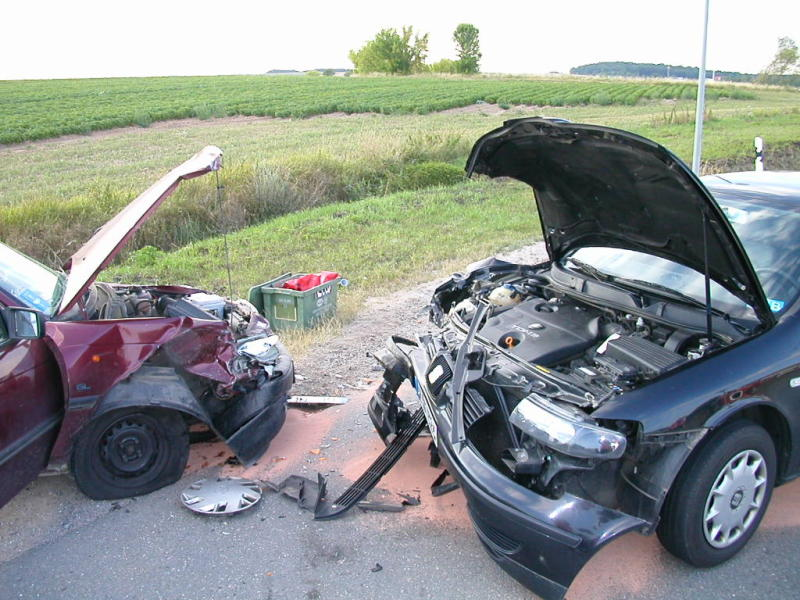
Verkehrsunfall mit zwei Pkw und auslaufenden Betriebsmitteln; Ölbindemittel (rot, orange)
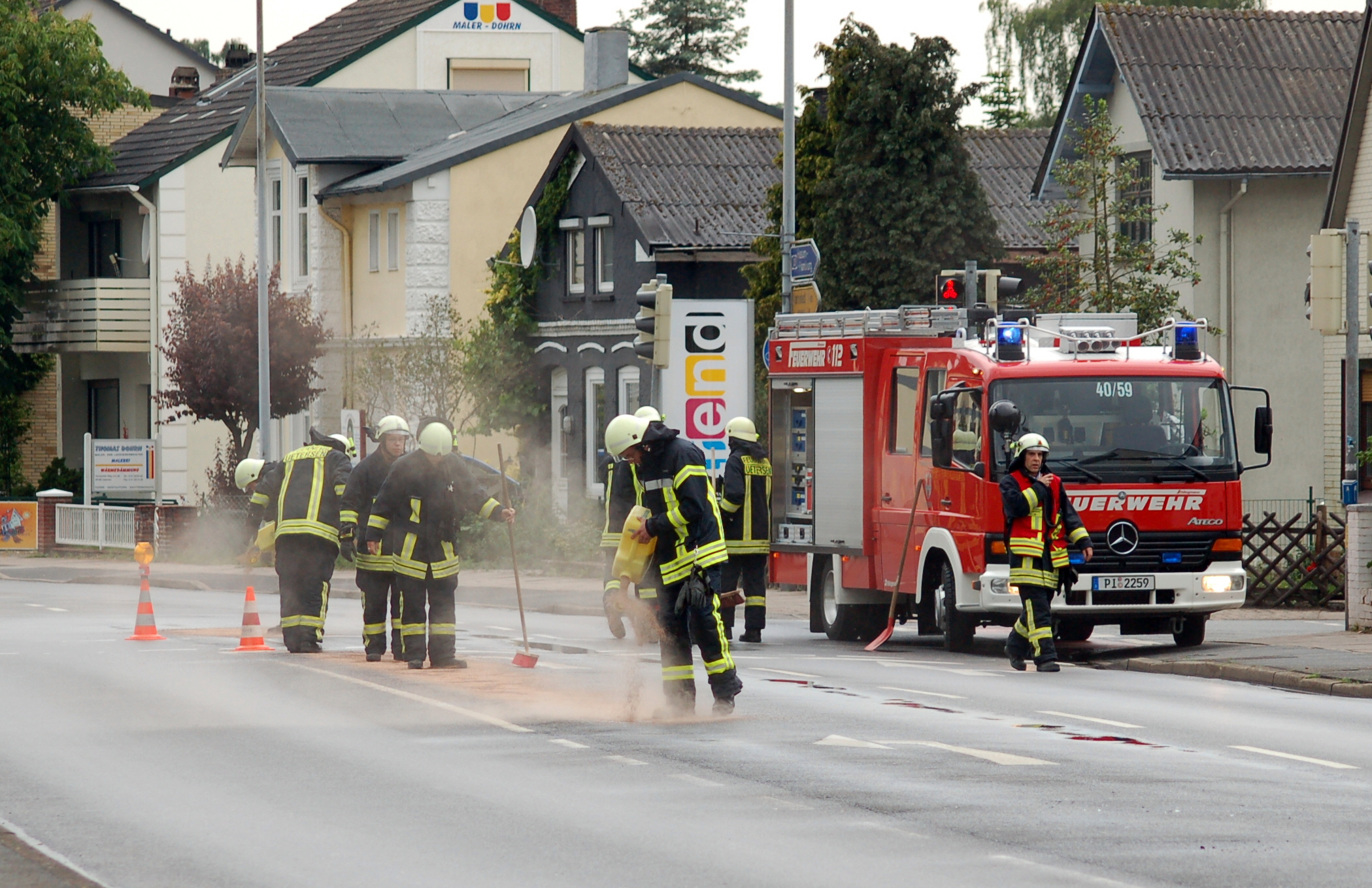
Abstreuen einer Ölspur mit Ölbindemittel
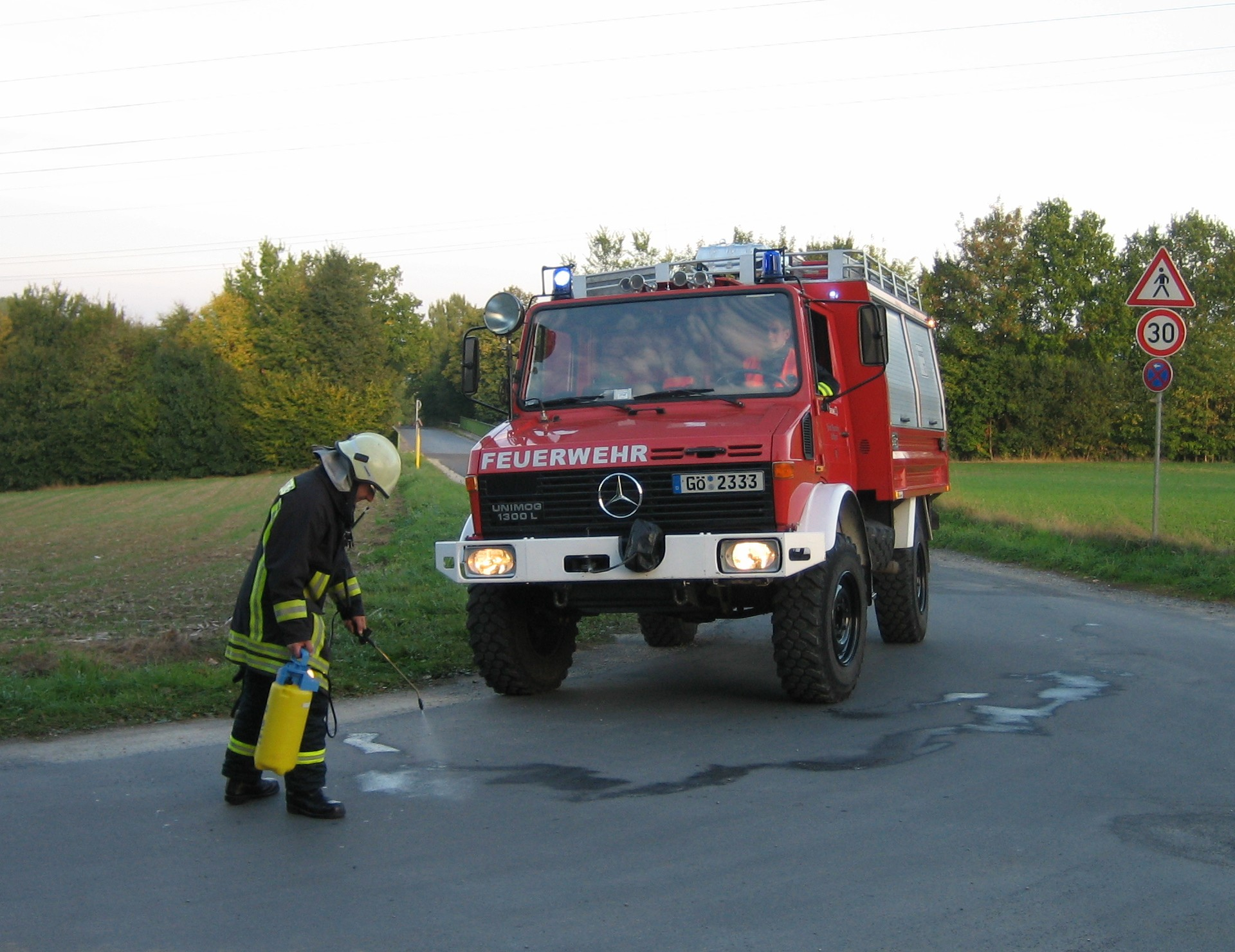
Aufnahme einer Ölspur mit flüssigen Bindemittel
§ 40 Abs. 6 StVO Zeichen 114 – Schleudergefahr bei Nässe oder Schmutz in Deutschland
§ 40 Abs. 6 StVO Zusatzzeichen 1006-30 – Ölspur